# Helikopterolyckan vid Boxviks kile
Helikopterolyckan vid Boxviks kile skedde den 3 oktober 1963 vid en flygning genomförd med en Aérospatiale Alouette II helikopter i syfte att filma en stor militärövning som skedde kring Orust. Helikoptern havererade på vägen tillbaka från filmningen, med en reporter från Sveriges Radio-TV, Bo Sture Nilsson, den frilansande fotografen Sven Lindqvist och helikopterföraren överfurir Gösta Lindqvist samt en ljudtekniker från Göteborg. Helikoptern flög lågt över Boxviks Kile, när helikopterföraren i sista sekund upptäckte en kraftledning. Helikopterföraren väjde, enligt vittnen, kraftigt uppåt, och åkte rakt in i den södra kraftledningen, som vid det tillfället var högre än den första.  
Den enda överlevande var ljudteknikern Kenneth Sandin som lyckades ta sig ut ur helikoptern efter störtning.